# Calmar court
Lolliguncula brevis
Espèce
Le calmar court (Lolliguncula brevis) est une espèce de mollusques de la famille des Loliginidae.
Bien que les calmars aient réussi à coloniser toutes les étendues d'eau salée, on ne trouve pas de calmars en eau douce, ni même aucun céphalopode. Toutefois le calmar Lolliguncula brevis, vivant dans la baie de Chesapeake, s'avère être une exception puisqu'il tolère l'eau saumâtre. Dans cette baie, la salinité est aussi faible que 8,5 parties pour mille (environ le quart de celle de l'océan),.